# Домпер
Домпер (фр. Dompaire) насеље је и општина у североисточној Француској у региону Лорена, у департману Вогези која припада префектури Епинал.
По подацима из 2011. године у општини је живело 1112 становника, а густина насељености је износила 66,87 становника/km². Општина се простире на површини од 16,63 km². Налази се на средњој надморској висини од 304 метара (максималној 387 m, а минималној 278 m).

## Демографија
| 1962. | 1968. | 1975. | 1982. | 1990. | 2011. |
| ----- | ----- | ----- | ----- | ----- | ----- |
| 974   | 886   | 906   | 881   | 907   | 1.112 |

График промене броја становника у току последњих година